# Ada od Karije
Ada je bila sestra i žena Idrieja, kojeg je nakon njegove smrti naslijedila na mjestu satrapa Karije. Pripadala je karijskoj dinastiji Hekatomnida koja se služila Perzijsko Carstvo tijekom 4. stoljeća pr. Kr.

## Pozadina
Ada je bila kći Hekatomna, osnivača karijske dinastije Hekatomnida. Sva njena braća (Mauzol, Idriej, Piksodar) i sestra Artemizija II. služili su određeno vrijeme na mjestu satrapa, a vladali su iz grada Halikarnasa. Obitelj je poznata po incestoidnim brakovima; Ada se udala za brata Idrieja, dok se njen drugi brat Mauzol oženio sestrom Artemizijom. Mauzol, koji je naslijedio oca Hekatomna, uvelike je proširio politički utjecaj i bogatstvo Karije, kao i Idriej koji je prisvojio Hios, Rodos i Kos. Dolaskom Ade na prijestolje utjecaj satrapije slabi zbog Piksodarovog neslaganja, odnosno zbog njegovih pretenzija na karijski tron.

## Život
Nakon četiri godine svađa i netrpeljivosti između Ade i Piksodara koji je imao velike pretenzije na karijsko prijestolje, Ada je 340. pr. Kr. prognana iz Halikarnasa a na tron je zasjeo Piksodar. Ipak, Adu su i dalje podržavali brojni Karijci iz provincija te satrapije, pa je boravila u utvrdi Alindi. Njihove prepirke diskreditirali su hekatomnidsku dinastiju, pa je nakon Piksodarove smrti perzijski vladar Darije III. imenovao perzijskog dužnosnika Orontobata na mjestu satrapa.
Orontobat se oženio Piksodarovom kćeri, no točan datum tog događaja nije poznat iako se sa sigurnošću može tvrditi kako se dogodio prije 334. pr. Kr. Naime, da je Piksodar umro bez zeta, Darije III. je jednostavno mogao riješiti satrapski problem priznavajući legitimitet Adi, no činjenica kako nije govori da je Orontobat već postao članom te karijske dinastije. Međutim, njegova pozicija bila je prilično slaba, o tome govori podatak kako nije mogao poslati trupe perzijskoj vojsci prilikom prodora makedonskog generala Parmeniona (336. – 335. pr. Kr.).
U proljeće 334. pr. Kr. Parmenion je dobio vojnu potporu od Aleksandra Makedonskog, koji je porazio vojsku maloazijskih satrapa u bitci kod Granika. Nakon toga nastavio je napredovati prema jugu, gdje su zauzeti gradovi Milet i Sard. Napredovajući prema Kariji, Aleksandar se udružio s Adom koju je ponovo imenovao na mjesto karijskog satrapa. Kasnije je pokušao osvojiti i glavni karijski grad Halikarnas, što se pokazalo vrlo kompliciranim. Naime, gradske zidine koje je podigao Adin brat Mauzol projektirane su da odbiju napade najmodernijim katapultima. Orontobat je također uposlio i grčke plaćenike predvođene iskusnim generalom Memnonom s Rodosa. Aleksandar je bio u stanju zauzeti stambene četvrti Halikarnasa, no bio je prisiljen ostaviti garnizon vojnika koji su citadelu nastavili držati pod opsadom. Grad se u potpunosti predao nakon godinu dana; Memnon je umro prirodnom smrću dok sudbina Orontobata nije poznata. Ada je potom nastavila vladati Karijom sve do 326. pr. Kr.

## Grobnica
Turski arheolozi tvrde kako su pronašli Adinu grobnicu, a njene kosti premještene su u Arheološki muzej u Bodrumu, koji se nalazi na mjesetu citadele u drevnom Halikarnasu koju Aleksandar Makedonski nije uspio osobno osvojiti.

## Poveznice
- Idriej
- Piksodar

| Prethodnik:                  | Satrap Karije (344. - 340. pr. Kr.) | Nasljednik:                    |
| Idriej (351. - 344. pr. Kr.) | Satrap Karije (344. - 340. pr. Kr.) | Piksodar (340. - 334. pr. Kr.) |

## Vanjske poveznice
- Ada od Karije (Livius.org, Jona Lendering)  Arhivirana inačica izvorne stranice od 1. svibnja 2013. (Wayback Machine)
- Ada (enciklopedija Britannica)
- Ada (AncientLibrary.com)